# ぴっかり
ぴっかりは5～6歳児向けに学研教育みらいが発行していた保育月刊絵本。2009年4月1日創刊。
小学校入学に向けて「文字」や「数」、「入学準備」の要素が取り入れられている。直販のみで、発行発売日は毎月1日。編集長は飯塚暁子。